# Мохнатики
«Мохнатики» (англ. Fur TV) — британский комедийный сериал с участием кукол в стиле «Маппет-шоу», но рассчитанный на более взрослую аудиторию. Несмотря на то, что главные герои являются куклами, сюжеты сериала затрагивают темы, связанные с образом жизни, включающим в себя употребление алкоголя и сцены сексуальное отношения. Внешне персонажи могут напоминать героев «Улицы Сезам», однако по своей сути они остаются куклами, выполненными в виде фантастических существ.

## Сюжет
Завязка каждого эпизода сериала обычно основывается на особенностях характера кого-либо из персонажей:
- Неуправляемая жестокость Толстого Эда,а также его любовь к тяжёлой музыке;
- Идиотские выходки простодушного Мервина, его сексуальные отклонения (в частности хроническое пристрастие к мастурбации);
- Животный магнетизм Лапино по отношению к женщинам, его успехи и неудачи в карьере диджея.

Поскольку главные герои сериала куклы-марионетки, сценаристы всегда используют это обстоятельство в качестве сюжетного хода, например:
- Главные герои неоднократно заявляют о том что они куклы;
- Эпизод, где Мёрвин познакомился с девушкой-каннибалом, содержит сцену, где каннибалка ест его мозг. (существование которого, со стороны Жирного Эда, было под сомнением). Голову Мёрвина смогли зашить лишь благодаря тому что он кукла.
- Практически в каждой серии Жирный Эд жестоко избивает Мёрвина, порой отрывает и переставляет ему конечности.
- В серии «Merverella», Мёрвин отстреливает себе ногу и всю серию скачет на одной ноге.
- В серии, где Лапино показывает съёмочной группе свою комнату, можно увидеть, как на вешалке для вещей висят его запасные конечности — ноги и руки.
- Эпизод, в котором к Толстому Эду приезжает его двоюродный брат Качок Эд, содержит сцену, в которой герои должны пробраться в задницу Толстого Эда и совершить путешествие по его внутренностям, чтобы найти причину, по которой он потолстел настолько, что занял собой целую комнату. Это стало возможным именно потому, что он кукла. Часть сцен во время путешествия по Эду является пародией на фильм «Апокалипсис сегодня» Фрэнсиса Форда Копполы.
- В другом эпизоде Мервин и Лапино становятся участниками рок-группы Эда «Вонючая дыра» и во время концерта Мервин случайно обнаруживает так называемую «коричневую ноту» (до этого момента считавшуюся мифом), то есть такой звук, который заставляет немедленно испражниться тех, кто его услышит. Данная тема также затрагивалась в сериале South Park в 17 эпизоде 3 сезона Всемирный флейтовый концерт.
- В эпизоде посвящённом тому, как Мервинов стало много и каждый из них постоянно мастурбировал, чем делал пребывание в квартире героев абсолютно невыносимым, Эд окончательно вышел из себя и принялся уничтожать все копии Мервина, в прямом смысле слова раздирая их на части бензопилой.
- В серии My Big Fat Gay Wedding Толстый Эд утверждает, что именно он убил Тупака и Бигги, а Курт Кобейн «не то, чтобы совершил самоубийство», вследствие чего никогда не сможет вернуться домой.

## Персонажи

### Лапино Энрикес
Мастер соблазнения. Постоянно вступает в половую связь с различными женщинами (иногда с несколькими сразу). Обладает потрясающим обаянием, благодаря которому женщины от него без ума. Работает диджеем в клубе, его треки имеют успех у публики. В одной из серий чуть не скатился на самое дно, когда его обошёл по популярности молодой конкурент по имени Йойо из Японии, но смог найти в себе силы и сразиться с выскочкой на битве диджеев и победить. Самый спокойный и рассудительный из всей компании. По виду очень похож на лягушку. Постоянно носит тёмные очки.

### Жирный Эд Таббс
Грубиян, сквернослов, питается исключительно фастфудом и пивом. Обожает Progressive Death Metal и уверен что главное в музыке это запредельная громкость, имеет собственную музыкальную группу Stinkhole (Вонючая Дыра), где слушатели дохли от поноса, вызванного этой музыкой (это произошло из-за того, что Мёрвин нашёл коричневую ноту в игрушечном пианино). Склонен к насилию. Постоянно издевается над Мёрвином, причём часто прибегает к членовредительству. Чемпион по боям без правил и порномагнат в одной из серий. Носит белую майку с надписью «Fat boy» на груди. Американец, чуть не женился на Мёрвине ради паспорта. Пристрастен к азартным играм из-за чего имел проблемы с британской и русской мафией. Имеет двоюродного брата — Качка Эда, который ранее был таким же жирным и брутальным, как Жирный Эд, но вернувшись из кругосветного путешествия, начал вести здоровый образ жизни, чем чуть не убил его (скормил ему редиску — первую здоровую пищу в жизни Толстого Эда, организм которого воспринимает только пиво и фастфуд). Имел один день подругу-куклу Яблочко, грубую официантку-матерщинницу из фаст-фуд забегаловки (Похоже на Макдональдс, но там очень не вкусно), где он вечно ест. Убил нескольких человек в США (поэтому он не мог вернуться в штаты) и Великобритании, а также несколько десятков клонов Мёрвина.

### Мервин Дж. Минки
Простодушен, страдает косоглазием, имеет ограниченные умственные способности. Постоянно делает глупости, чем сильно раздражает Эда, который моментально срывает на нём свою злость. Практически постоянно мастурбирует, причём часто в совсем неподходящих местах и ситуациях. Просмотрел всю порнографию в мире, из-за чего сильно страдал, но после знакомства с девушкой-каннибалом лишился части мозга и теперь заново открывает для себя порно и чувствует себя счастливым. Проще говоря, он полный идиот.

## Список серий

### Сезон 1
1. «Rent Boys/Hot Pussy» (4 мая 2008)
2. «My Big Fat Gay Wedding/There’s Something About Mervin» (11 мая 2008)
3. «Mervin’s Millions/Fur & Loathing» (18 мая 2008)
4. «Bad Apples/Enter the DJ» (25 мая 2008)
5. «Hungry for Love/Brown Fury» (1 июня 2008)
6. «Ladies Love Lapeño/Arse of Darkness» (8 июня 2008)
7. «Fist of Fur/Get Mervin» (15 июня 2008)
8. «Merverella» (22 июня 2008)

### Сезон 1.5
1. «How To Cook Shit With Mervin» (31 мая 2009)
2. «Furry Movie Club» (7 июня 2009)
3. «It’s Your Fan Mail» (14 июня 2009)
4. «Fat Ed’s Furry Fucking Guide To Metal» (21 июня 2009)
5. «The Furry Guide To Love» (28 июня 2009)
6. «Stinkhole: Raining Brown» (5 Июля 2009)
7. «Fat Ed’s Super-Fix-It» (12 Июля 2009)